# Adolfo Ríos
José Adolfo Ríos García (Uruapan, 11 dicembre 1966) è un ex calciatore messicano, di ruolo portiere.

## Carriera

### Club
Debutta nel Pumas UNAM nella stagione 1985, continuando a giocare per il club fino al 1997, anno nel quale si trasferisce al Club Necaxa di Aguascalientes, dove gioca fino al 1999, anno nel quale passa al Club América di Città del Messico.
Con le Águilas gioca 138 partite, la maggior parte da titolare, diventando un elemento importante per la squadra. Dopo il torneo di Clausura 2004, si ritira dal calcio giocato.
Fa parte degli Atleti di Cristo, e per la sua fede è soprannominato Arquero de Cristo (portiere di Cristo).

### Nazionale
Membro della nazionale messicana a periodi alterni, ha giocato da titolare la Copa América 1997, rivaleggiando per il resto della sua carriera internazionale con Campos, Pérez e Sánchez per un posto da titolare. In totale conta 36 presenze in nazionale.